# Rugrats: Alla ricerca di Reptar
 Rugrats: Alla ricerca di Reptar (Rugrats: Search for Reptar) è un videogioco a piattaforme sviluppato da N-Space. Il gioco è stato pubblicato su PlayStation da THQ il 31 ottobre 1998 nel Nord America e nel novembre in Europa.
Il videogioco è basato sul popolare cartone della Nickelodeon I Rugrats, in onda dal 1991 fino al 2004. Il gioco segue il personaggio principale della serie, Tommy Pickles, che ha perso il suo puzzle di Reptar. È stato sviluppato con l'intenzione di attirare un pubblico dai 7 ai 12 anni. Complessivamente accolto in maniera positiva dal pubblico, è stato un successo commerciale, divenendo il terzo titolo più venduto nelle prime due settimane dal lancio. Ha venduto circa 1,5 milioni di copie, il che lo rende uno dei videogiochi per PlayStation più venduti di sempre.

## Trama
Il gioco è incentrato sul protagonista del cartone animato I Rugrats, Tommy Pickles, che ha perso 11 dei 12 pezzi del suo puzzle raffigurante il T-Rex Reptar, un dinosauro dei cartoni animati. Si tratta di un videogioco a piattaforme 3D che permette al videogiocatore di controllare diversi personaggi della serie animata per raggiungere l'obiettivo finale di assemblare il Dinopuzzle. Il videogioco ha quattordici livelli che possono essere iniziati dal giocatore prendendo in mano un determinato oggetto (ad esempio un ombrello o una scatola di biscotti). Il videogiocatore può giocare i livelli in qualsiasi ordine, ma i più impegnativi verranno sbloccati solo giocando. Tommy e gli altri bambini dovranno cercare i pezzi del puzzle ovunque, dal giardino di casa alla Via Lattea.

## Modalità di gioco
I diversi livelli che verranno esplorati nel corso del gioco sono prevalentemente ispirati agli episodi dei cartoni, e contengono diversi pezzi del puzzle di Reptar. Il gioco ha anche una modalità di addestramento, così come una modalità multiplayer. Nel videogioco hanno prestato la voce diversi doppiatori originali del cartone animato, che hanno ripreso i propri ruoli, inclusi Elizabeth Daily, Kath Soucie, Christine Cavanaugh e Cheryl Chase.

### Livelli
- Soggiorno di casa Pickles
  - Gli occhiali di Chuckie/Chuckie's Glasses (facile)

I bambini decidono di giocare a nascondino e Angelica decide che deve essere Chuckie a contare e gli leva gli occhiali, Aiuta Chuckie a riprendere i suoi occhiali dalle mani di Angelica torvando tutti i Rugrats nascosti in ogni angolo della casa, toccandoli e arrivando prima di loro al box.
- - Caccia all'uovo/Egg Hunt (facile)

L'ingorda Angelica vuole accaparrarsi tutte le uova colorate. Setaccia rapidamente la casa e raccogli quante più uova possibile correndo in mezzo a loro prima che scada il tempo. Non lasciarsi sfuggire le uova d'oro permette di ottenere un bonus.
- In fondo alle scale
  - Il Monte di Gelato/Ice Cream Mountain (facile)
- Seminterrato
  - Il misterioso Robottone l'Amicone/The Mysterious Mr. Friend (facile)
- Bagno
  - La dentiera del nonno/Grandpa's Teeth (medio)

Entra nell'apertura della staccionata o della siepe per trovare la dentiera di nonno Lou.
- Cucina
  - Incidente al reparto 7/Incident on Aisle 7 (difficile)
- Camera di Stu & Didi
  - Il supermercato del giocattolo/Toy Palace (difficile)
- Camera da letto degli ospiti
  - I sette viaggi di Cinzia/7 Voyages of Cynthia (difficile)

Cerca nelle fogne Cinzia, la bambola scomparsa di Angelica, ma attenzione ai ratti.
- Stanza da bagno
  - Circus Angelicus (medio)
- Salotto al piano superiore
  - Sono finiti i biscotti/The Cookie Race (facile)

Angelica sta male perché ha mangiato troppi biscotti. Mangia tutti i biscotti prima che possa prenderli di nuovo.
- Camera del nonno
  - Visitors from Outer Space (medio)
- Camera di Tommy
  - Let There Be Light (medio)
- Livello bonus: Il mondo attraverso lo specchio

## Sviluppo e pubblicazione
Rugrats: Alla ricerca di Reptar è stato sviluppato con l'intento di interessare i bambini dai 7 ai 12 anni, da n-Space e pubblicato da THQ per PlayStation. THQ iniziò una campagna pubblicitaria multi-milionaria per Alla ricerca di Reptar, la seconda più grande campagna del 1998 dopo quella di The Legend of Zelda: Ocarina of Time per Nintendo 64. Il marketing incluse inserzioni pubblicitarie televisive, su carta stampata e online; vennero distribuite versioni demo attraverso chioschi e con dischi del PlayStation: The Official Magazine. In totale la campagna pubblicitaria richiese circa un anno e fu una collaborazione tra Sony Computer Entertainment America e THQ per espandere il mercato dei più giovani videogiocatori PlayStation. È stato uno dei soli due videogiochi THQ ad aver avuto spot pubblicitari in televisione insieme a WCW/nWo Thunder.
Il videogioco è stato inizialmente pubblicato in Nord America il 31 ottobre 1998 e nella regione PAL meno di un mese dopo.

## Accoglienza
| Testata                            | Giudizio |
| ---------------------------------- | -------- |
| GameRankings (media al 09-12-2019) | 68,75%   |
| AllGame                            | 3/5      |
| EGM                                | 6,5/10   |
| GameSpot                           | 6,5/10   |
| IGN                                | 6,5/10   |
| Electric Playground                | 8/10     |

Alla ricerca di Reptar è stato il terzo videogioco più venduto nelle prime due settimane dal suo rilascio nel Nord America. Alla ricerca di Reptar è stato un grande successo e venne descritto come "una rivelazione di successo per la PlayStation" dal vicepresidente del settore vendite della THQ, Alison Locke, che attribuì il successo nel mercato dei bambini proprio a questo titolo. Al 7 giugno 2003 erano state vendute oltre 1,5 milioni di copie di Alla ricerca di Reptar.